# Пофалла, Рональд
Рональд Пофалла (нем. Ronald Pofalla, род. 15 мая 1959, Веце) — немецкий политик, с 28 октября 2009 по 17 декабря 2013 — глава ведомства федерального канцлера и федеральный министр по особым поручениям.

## Образование
Пофалла изучал социальную педагогику в университете прикладных наук в городе Клеве. После его окончания в 1981 году, он изучал право в Кёльнском университете. В 1991 году прошел второй государственный экзамен. С этого времени Пофалла был лицензирован для работы в качестве адвоката.

## Политическая карьера
С 1975 года член Коллегии ХДС. С 2005 по 2009 занимал пост секретаря партии.
С 1990 член Бундестага Германии.